# Octavio Paz

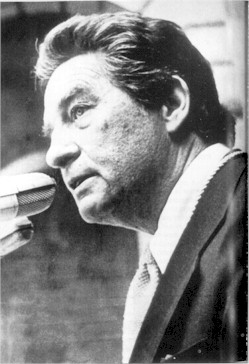
Octavio Paz

Octavio Paz Lozano Hörenⓘ(* 31. März 1914 in Mixcoac, heute Mexiko-Stadt; † 19. April 1998 ebenda) war ein mexikanischer Schriftsteller und Diplomat. Er erhielt 1990 den Nobelpreis für Literatur.

## Leben
Octavio Paz wurde 1914 während der mexikanischen Revolution in Mexiko-Stadt als Sohn eines Anwalts und Enkel eines Romanciers geboren und starb 1998 auch dort. Paz war Diplomat, engagierter Intellektueller und Schriftsteller. Er studierte in Mexiko Jura und Literaturwissenschaften, lebte mehrfach im Ausland, und gründete zwei einflussreiche Zeitschriften: Plural und Vuelta. 1937 heiratete er Elena Garro, mit der er in Valencia im Umfeld der Allianz antifaschistischer Intellektueller aktiv, Wohnsitze in New York, Paris und Japan hatte und bis in die 1960er-Jahre liiert war.
1943 reiste er mit einem Stipendium der Guggenheim-Stiftung durch die USA, bevor er nach Ende des Zweiten Weltkriegs in den diplomatischen Dienst eintrat. In den 1950er-Jahren führte sein Beruf als Botschafter ihn zunächst nach Japan und dann nach Indien. Er befasste sich zu dieser Zeit intensiv mit taoistischen und buddhistischen Schriften. Bis 1962 war er in Frankreich tätig, wo er unter anderem mit Pablo Neruda zusammenarbeitete. In dieser Zeit entstand Das Labyrinth der Einsamkeit, eine Erforschung der mexikanischen und lateinamerikanischen Identität. Ein surrealistischer Einfluss auf sein Werk ergab sich unter anderem durch die Zusammenarbeit mit André Breton und Benjamin Péret. Aus Protest gegen das Massaker von Tlatelolco, ein Massaker an Studenten, das sich im Jahr 1968 in Mexiko-Stadt ereignete, trat er von seinem Posten als mexikanischer Botschafter in Indien zurück. Hatte Paz sich während des spanischen Bürgerkriegs noch mit den linken Republikanern solidarisiert, prangerte er nun in seinen Zeitschriften die Menschenrechtsverletzungen der Sowjet-Kommunisten an und wurde daraufhin von der lateinamerikanischen Linken heftig kritisiert.
1972 wurde Paz in die American Academy of Arts and Letters und 1975 in die American Academy of Arts and Sciences gewählt. Die Académie royale des Sciences, des Lettres et des Beaux-Arts de Belgique nahm ihn 1993 als assoziiertes Mitglied auf. 1982 eröffnete er in West-Berlin das Horizonte-Festival der Weltkulturen (Nr. 2, 1982), gemeinsam mit dem damaligen Regierenden Bürgermeister von Berlin, Richard von Weizsäcker. Paz wurde mit zahlreichen Preisen geehrt, zum Beispiel mit dem Jerusalempreis für die Freiheit des Individuums in der Gesellschaft (1977), dem Premio Cervantes (1981), dem Neustadt International Prize for Literature, dem Friedenspreis des Deutschen Buchhandels (1984) und dem Nobelpreis für Literatur (1990). 2017 wurde ein Asteroid nach ihm benannt: (58498) Octaviopaz.

## Werk
Als Neunzehnjähriger veröffentlichte Paz seinen ersten Lyrikband, Luna Silvestre. 1950 erschien mit El laberinto de la soledad (Das Labyrinth der Einsamkeit) seine erste und zugleich bekannteste Prosaveröffentlichung. Der Essayband verkaufte sich allein in Mexiko über eine Million Mal und zählt neben Juan Rulfos Roman Pedro Páramo bis heute zu den erfolgreichsten mexikanischen Publikationen. Es folgten 1956 El arco y la lira und 1974 El mono gramático. 1990 bekam Paz den Literaturnobelpreis allerdings nicht vorrangig für seine Essayistik verliehen, sondern für Lyrikbände wie Piedra de Sol (Sonnenstein, 1957), ein Werk, das hinsichtlich seiner Wirkung auf die lateinamerikanische Literatur mit der Wirkung von T. S. Eliots The waste land auf die englischsprachige Literatur verglichen wird, Blanco (Weiß) aus den 60er Jahren und Pasado en claro (Von der Kladde zur Klarheit) aus den 70er Jahren. Diese drei genannten Werke sind unter dem Titel Die großen Gedichte auch auf Deutsch erschienen. Außerdem: Libertad bajo palabra (1960) und Salamandra (1962).

## Werke

### Lyrik
- 1933: Luna Silvestre
- 1936: ¡No pasarán!
- 1937: Raíz del hombre
- 1937: Bajo tu clara sombra y otros poemas sobre España
- 1942: A la orilla del mundo
- 1949: Libertad bajo palabra (dt. Freiheit auf Ehrenwort, 1958)
- 1951: ¿Aguila o sol? (dt. Adler oder Sonne? Gedichte, übers. von Rudolf Wittkopf, Suhrkamp Verlag, Frankfurt am Main 1991, ISBN 3-518-22082-9)
- 1957: Piedra de sol
- 1962: Salamandra
- 1969: Ladera Este
- 1976: Vuelta
- 1987: Árbol Adentro (dt. In mir der Baum. Gedichte Spanisch und Deutsch, Suhrkamp Verlag, Frankfurt am Main 1990, ISBN 3-518-40310-9)
- 1998: Delta de cinco brazos (dt. Das fünfarmige Delta. Gedichte Spanisch und Deutsch, übers. von Fritz Vogelgsang u. Rudolf Wittkopf, Suhrkamp Verlag, Frankfurt am Main 2000, ISBN 3-518-41161-6)

### Prosa
- 1950: El laberinto de la soledad (dt. Das Labyrinth der Einsamkeit. Essay, übers. von Carl Heupel, Walter Verlag, Olten 1970)
- 1956: El arco y la lira (dt. Der Bogen und die Leier, übers. von Rudolf Wittkopf, Suhrkamp Verlag, Frankfurt am Main 1983, ISBN 3-518-04523-7)
- 1957: Las peras del olmo
- 1965: Cuadrivio
- 1966: Puertas al Campo
- 1967: Corriente Alterna
- 1967: Claude Levi-Strauss o el nuevo festín de Esopo
- 1968: Marcel Duchamp o el castillo de la Pureza
- 1969: Conjunciones y Disyunciones (dt. Verbindungen – Trennungen, Essay, übers. von Elke Wehr u. Rudolf Wittkopf, Suhrkamp Verlag, Frankfurt am Main 1984, ISBN 3-518-04561-X)
- 1969: Postdata (Fortsetzung von: Das Labyrinth der Einsamkeit)
- 1973: El signo y el Garabato
- 1973: Apariencia desnuda (Erweiterte Edition von: Marcel Duchamp o el castillo de la Pureza; dt. Nackte Erscheinung, übers. von Rudolf Wittkopf, Literarisches Colloquium Berliner Künstlerprogramms des DAAD 1987)
- 1973: Solo a dos voces (gemeinsam mit Julián Ríos)
- 1974: Los Hijos del Limo (dt. Die andere Zeit der Dichtung, übers. von Rudolf Wittkopf, Suhrkamp Verlag, Frankfurt am Main 1989, ISBN 3-518-40196-3)
- 1974: El mono gramático (dt. Der sprachgelehrte Affe, übers. von Anselm Maler u. Maria Antonia Alonso-Maler, Suhrkamp Verlag, Frankfurt am Main 1982, ISBN 978-3-518-01530-8)
- 1979: El Ogro Filantrópico (dt. Der menschenfreundliche Menschenfresser, Suhrkamp Verlag, Frankfurt am Main 1981, ISBN 3-518-11064-0)
- 1979: In-mediaciones
- 1982: Sor Juana Ines de la Cruz o las trampas de la fe (dt. Sor Juana Inés de la Cruz oder die Fallstricke des Glaubens, übers. von Maria Bamberg, Suhrkamp Verlag, Frankfurt am Main 1991, ISBN 3-518-40339-7)
- 1983: Tiempo Nublado
- 1983: Sombras de Obras
- 1984: Hombres en su Siglo
- 1990: Pequeña Crónica de Grandes Días
- 1990: La Otra Voz (dt. Die andere Stimme, übers. von Rudolf Wittkopf, Suhrkamp Verlag, Frankfurt am Main 1994, ISBN 3-518-40590-X)
- 1991: Convergencias
- 1992: Al Paso
- 1993: La Llama Doble (dt. Die doppelte Flamme. Liebe und Erotik, übers. von Rudolf Wittkopf, Suhrkamp Verlag, Frankfurt am Main 1995, ISBN 978-3-518-40698-4)
- 1994: Itinerario (dt. Itinerarium, Kleine politische Autobiographie, übers. von Rudolf Wittkopf, Suhrkamp Verlag, Frankfurt am Main 1996, ISBN 3-518-40764-3)
- 1995: Vislumbres de la India (dt. Im Lichte Indiens, übers. von Rudolf Wittkopf, Suhrkamp Verlag, Frankfurt am Main 1997, ISBN 3-518-40872-0)

Die Jahreszahlen orientieren sich an der Entstehungszeit bzw. dem Herausgabejahr der Originalausgaben.

## Auszeichnungen
- 1963: Grand Prix international de poésie
- 1977: Premio Nacional de Letras
- 1977: Premio Crítico de Editores de España
- 1977: Jerusalem-Preis
- 1978: Aigle d’Or
- 1980: Premio Ollin Yolitztli
- 1982: Neustadt International Prize for Literature
- 1982: Cervantes-Preis
- 1984: Friedenspreis des Deutschen Buchhandels
- 1990: Nobelpreis für Literatur
- 1994: Großkreuz der französischen Ehrenlegion
- 1998: Großkreuz Isabel la Católica

## Sekundärliteratur
- Alberto Ruy Sánchez: Octavio Paz, Leben und Werk. Eine Einführung. Suhrkamp Verlag, Frankfurt am Main 1991, ISBN 3-518-38394-9.
- Peter Sinnemann: Der Einfluß des Buddhismus auf Octavio Paz’ Kritik der okzidentalen Kultur der Moderne. In: Iberoamericana. Lateinamerika. Spanien. Portugal. 20. Jahrgang, 1996, Nr. 2 (62), S. 62–87.
- Peter Sinnemann: Octavio Paz: Vislumbres de la India. Un diálogo con la condición humana. Barcelona 1995. In: Iberoamericana. Lateinamerika. Spanien. Portugal. 20. Jahrgang, 1996, Nr. 2 (62), S. 88–90.